# قنا (مركز)
مركز قنا، مركز إداري مصري. يقع في محافظة قنا الواقعة في جمهورية مصر العربية. القاعدة الإدارية للمركز هي مدينة قنا، وتضم كذلك مدينة قنا الجديدة.